# Claude de Givray
Claude Pierre Simon Givray Desmouceaux dit Claude de Givray, né le 7 avril 1933 à Nice (Alpes-Maritimes), est un réalisateur et scénariste français.

## Biographie
Proche de François Truffaut, Claude de Givray a régulièrement collaboré aux Cahiers du cinéma et à l'hebdomadaire Arts dans les années 1950, avant de participer en tant qu'assistant réalisateur, à plusieurs films de la Nouvelle Vague. Dans les années 1960, il est coscénariste de François Truffaut pour deux épisodes de la série Antoine Doinel, Baisers volés et Domicile conjugal. De ces deux films, Claude de Givray a engagé la comédienne principale, Claude Jade, pour jouer la jeune orpheline Françoise dans le feuilleton Mauregard (1969), écrit et réalisé par de Givray. Par la suite, il se tourne vers l'écriture et la réalisation de fictions et documentaires pour la télévision.
Dans les années 1980, il coécrit le scénario de La Petite Voleuse, avec François Truffaut.
En 1985, il devient directeur de la fiction de TF1 et participe au lancement de séries telles que Navarro ou Julie Lescaut. Il occupe ce poste jusqu'en 1999, avant de prendre sa retraite. Il a, également, enseigné à La Fémis.
Sa femme, Lucette Desmouceaux (1928-2018), fut longtemps secrétaire de production des Films du Carrosse, la société de production de François Truffaut. 
Son fils, Georges Desmouceaux, est lui aussi scénariste, notamment pour Plus belle la vie.

## Filmographie
Réalisateur
- 1961 : Tire-au-flanc 62 (coréalisé avec François Truffaut)
- 1962 : Une grosse tête
- 1963 : Un mari à prix fixe
- 1965 : L'Amour à la chaîne
- 1970 : Mauregard
- 1971 : Adieu mes quinze ans (feuilleton télévisé)
- 1981 : Les Cinq Dernières Minutes (série télévisée, épisode Un cœur sur mesure)
- 1984 : Dernier Banco (téléfilm)
- 1986 : La Méthode rose (téléfilm)

Scénariste
- 1960 : Me faire ça à moi de Pierre Grimblat
- 1961 : Tire-au-flanc 62
- 1965 : L'Amour à la chaîne
- 1968 : Baisers volés
- 1970 : Domicile conjugal
- 1984 : Un été d'enfer
- 1988 : La Petite Voleuse

Participations diverses
- 1957 : Les Mistons de François Truffaut (assistant réalisateur)
- 1958 : Le Beau Serge de Claude Chabrol (assistant réalisateur)
- 1964 : Le Grain de sable de Pierre Kast (dialoguiste)
- 1965 : Le système de Law" et "La Fronde" (réalisateur de ces deux téléfilms documentaires de la série "Présence du passé" produite par Jean Chérasse, Jean Mauduit et Bernard Revon
- 1967 : Pop Game de Francis Leroi (acteur)
- 1969 : Erotissimo de Gérard Pirès (acteur)
- 1979 : Les Turlupins de Bernard Revon (collaborateur au scénario)
- 2010 : Jean Aurenche, écrivain de cinéma d'Alexandre Hilaire et Yacine Badday (intervenant)